# بشت تشاه (سادات محمودي)
بشت تشاه (بالفارسية: پشت چاه) هي قرية تقع في إيران في قسم سادات محمودي الريفي. يقدر عدد سكانها بـ 174 نسمة بحسب إحصاء 2016.